# Episodi de Il commissariato Saint Martin (decima stagione)
La decima stagione della serie televisiva Il commissariato Saint Martin è stata trasmessa in anteprima in Francia dalla France 2 tra il 24 febbraio 2006 e il 12 maggio 2006.
| nº | Titolo originale   | Titolo italiano | Prima TV Francia | Prima TV Italia |
| -- | ------------------ | --------------- | ---------------- | --------------- |
| 1  | Parole malheureuse |                 | 24 febbraio 2006 |                 |
| 2  | Vol à la une       |                 | 3 marzo 2006     |                 |
| 3  | Insécurité         |                 | 10 marzo 2006    |                 |
| 4  | Mamans             |                 | 17 marzo 2006    |                 |
| 5  | Viscéral           |                 | 24 marzo 2006    |                 |
| 6  | Stress             |                 | 31 marzo 2006    |                 |
| 7  | Francs tireurs     |                 | 7 aprile 2006    |                 |
| 8  | Vincent            |                 | 14 aprile 2006   |                 |
| 9  | À titre posthume   |                 | 21 aprile 2006   |                 |
| 10 | Retrouvailles      |                 | 28 aprile 2006   |                 |
| 11 | Barbare            |                 | 5 maggio 2006    |                 |
| 12 | Noël               |                 | 12 maggio 2006   |                 |